# Heart of Midlothian Women Football Club
Maillots
Dernière mise à jour : 2 décembre 2024.
Le Heart of Midlothian Women Football Club est un club écossais de football féminin fondé en 2009 et situé à Édimbourg. Hearts Women est la section féminine du Heart of Midlothian Football Club. L'équipe joue ses matchs à domicile à Oriam à Riccarton.
Hearts Women intègre pour la première fois la première division féminine en 2020 grâce à sa victoire en deuxième division en 2019.

## Histoire
En 2009, Heart of Midlothian reprend les activités du Musselburgh Windsor Ladies Football Club et le transforme en Hearts Ladies F.C. pour en faire la section féminine du club d'Édimbourg. En 2018, le club change de nom pour prendre la forme actuelle, Heart of Midlothian Women Football Club. En janvier 2019, Hearts annonce vouloir investir fortement et manière pérenne dans la section féminine. Ils recrutent alors Kevin Murphy qui était peu avant le directeur des opérations football au sein du centre de formation du Manchester City Women's Football Club.
L'équipe est finaliste de la Coupe d'Écosse en 2024.

## Palmarès
- Coupe d'Écosse
  - Finaliste : 2024.